# Liste der Monuments historiques in Cosswiller
Die Liste der Monuments historiques in Cosswiller führt die Monuments historiques in der französischen Gemeinde Cosswiller auf.

## Liste der Objekte
| Bezeichnung           | Beschreibung          | Standort                              | Kennzeichnung | Schutzstatus | Datum | Bild |
| --------------------- | --------------------- | ------------------------------------- | ------------- | ------------ | ----- | ---- |
| Zwei Abendmahlskannen | Zinn, 18. Jahrhundert | in der protestantischen Kirche (Lage) | PM67001841    | Classé       | 2012  |      |